# 아톰스 포 피스
아톰스 포 피스(Atoms For Peace)는 2009년 말 캘리포니아의 로스앤젤레스에서 결성된 익스페리멘탈 록 슈퍼그룹이다. 그룹은 라디오헤드의 리드 싱어 톰 요크 (보컬, 기타, 피아노)와 레드 핫 칠리 페퍼스의 베이스 연주자 플리 (베이스), 오랜 기간 라디오헤드의 프로듀서를 담당해온 나이젤 고드리치 (키보드, 신시사이저), 벡과 R.E.M.의 조이 와론커 (드럼), 브라질 연주자 마우로 리포스코 (타악기)로 구성되어 있다. 이들의 데뷔 음반 《Amok》은 2013년 2월 25일에 발매되었다.

## 구성원
- 톰 요크 - 리드 보컬, 기타, 피아노, 건반 악기, 타악기
- 플리 - 베이스 기타, 멜로디언
- 나이젤 고드리치 - 건반 악기, 기타, 코러스, 타악기
- 마우로 리포스코 - 타악기, 드럼
- 조이 와론커 - 드럼